# Sougy-sur-Loire
Sougy-sur-Loire este o comună în departamentul Nièvre din centrul Franței. În 2009 avea o populație de 602 de locuitori.

## Evoluția populației
| An        | 1975 | 1982 | 1990 | 1999 | 2006 | 2009 |
| --------- | ---- | ---- | ---- | ---- | ---- | ---- |
| Populație | 467  | 443  | 491  | 531  | 585  | 602  |